# کن آلکاک
کن آلکاک (انگلیسی: Ken Allcock؛ ۱۰ آوریل ۱۹۲۱ – ۱۹۹۶ (۷۴−۷۵ سال)) بازیکن فوتبال بود.
از باشگاه‌هایی که در آن بازی کرده است می‌توان به باشگاه فوتبال منزفیلد تاون اشاره کرد.